# کابینه نخست سعد حریری
دولت لبنان در نوامبر ۲۰۰۹ حاصل چندین ماه رایزنی بود. در نهایت سعد حریری نخست‌وزیر این دولت وحدت ملی شد.
انتخاب اعضای این کابینه به این صورت بود که ۱۵ عضو آن از ائتلاف سعد حریری، یعنی ائتلاف ۱۴ مارس بودند، ۱۰ نفر از اعضای رقیب یعنی ائتلاف ۸ مارس و پنج نفر باقی‌مانده هم از سوی رئیس‌جمهور میشل سلیمان معرفی شدند
این کابینه در سال ۲۰۱۱ با استعفای چندین نماینده منحل شد.